# Hoedjesparade

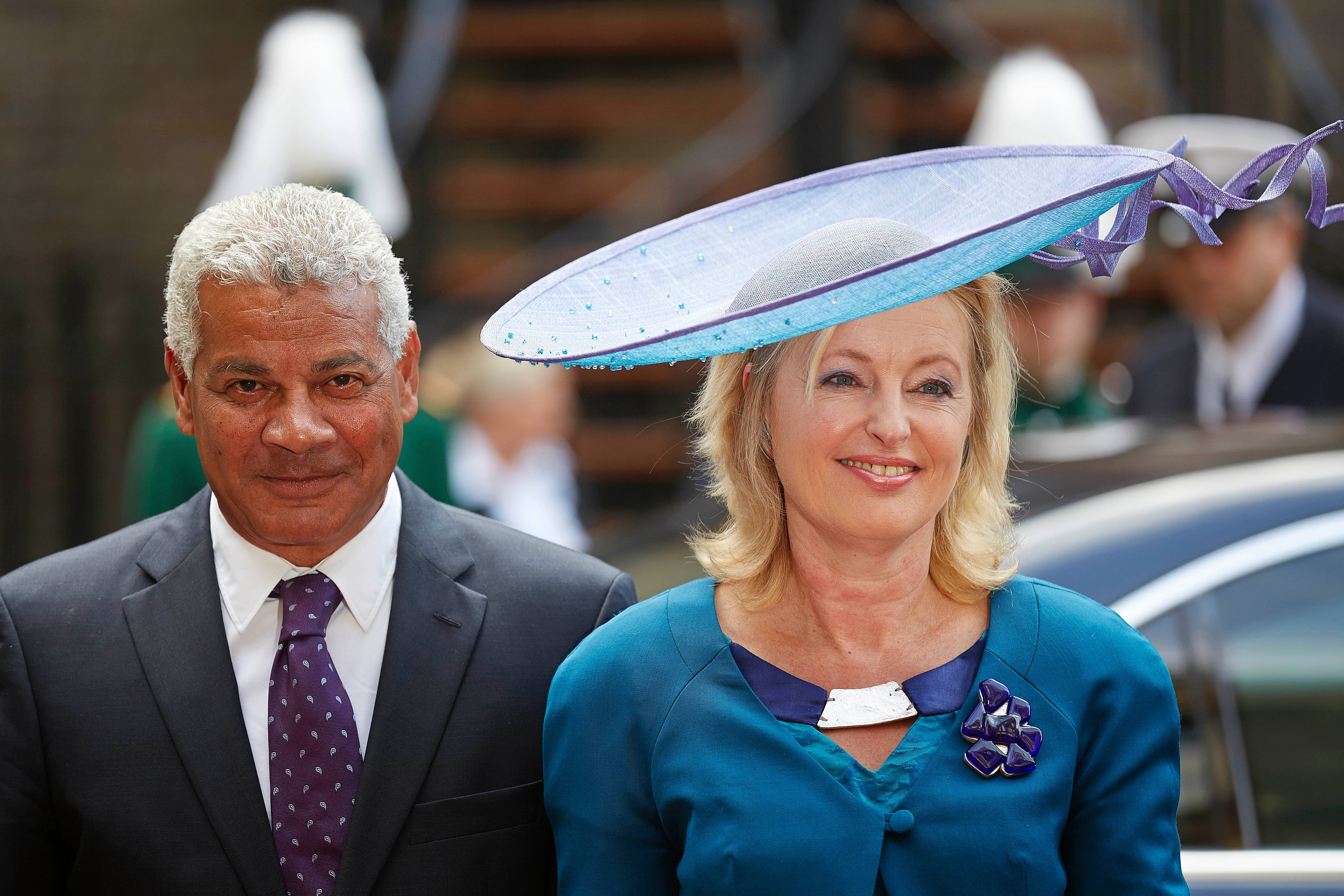
Jet Bussemaker op Prinsjesdag 2014

De hoedjesparade is een traditie in Nederland tijdens Prinsjesdag waarbij vrouwelijke leden van de Staten-Generaal, het kabinet en het Koninklijk Huis bij de troonrede een hoed dragen. Het hoofddeksel is vaak opvallend door de grootte, kleur of model. In de media is vaak aandacht voor de meest opvallende hoeden.

## Geschiedenis

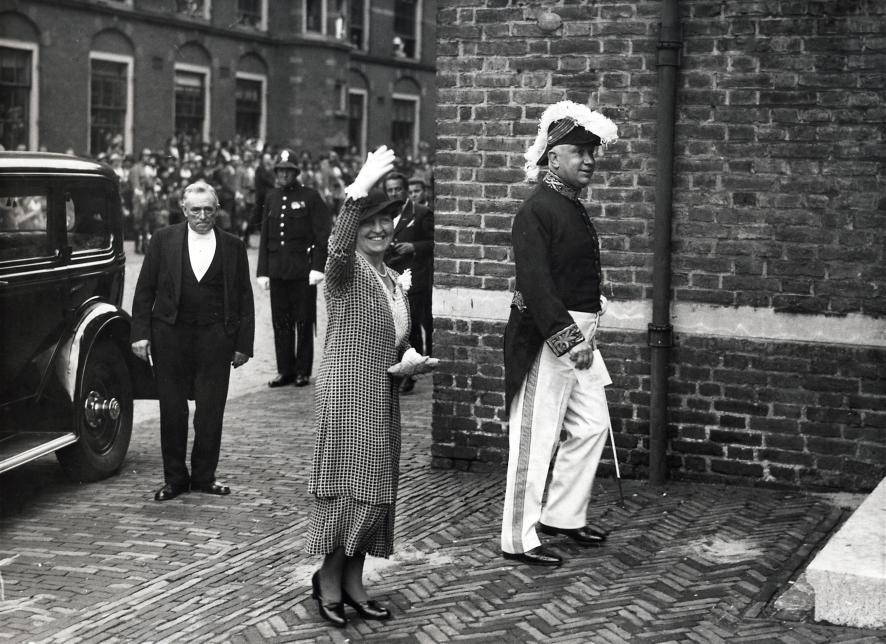
Minister van Schaik in 1935 bij Prinsjesdag met een steek op het hoofd begeleid door een vrouw met hoed

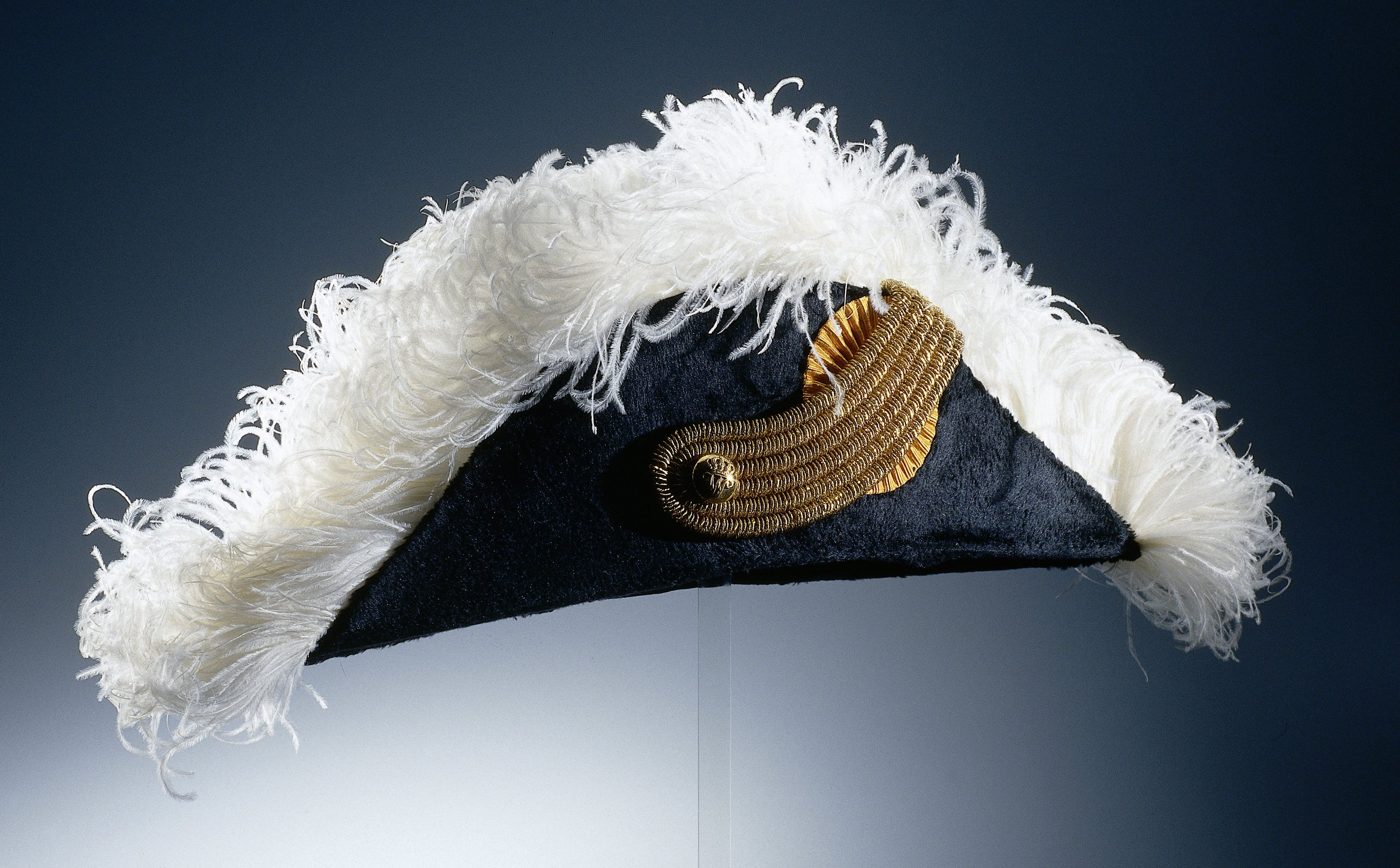
Steek met struisvogelveren van minister Jan van den Tempel uit 1939

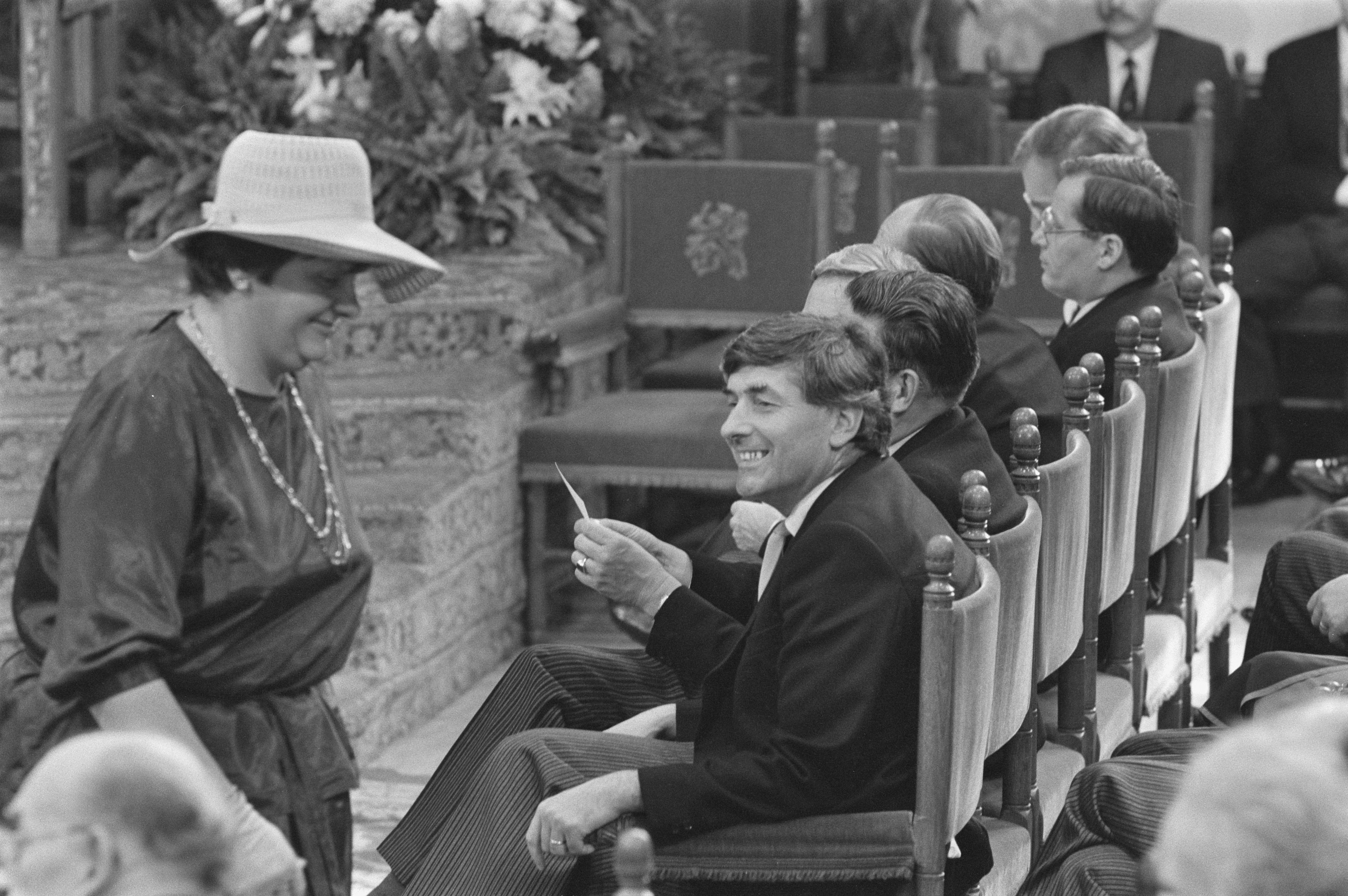
Kamerlid Erica Terpstra met hoed in 1984

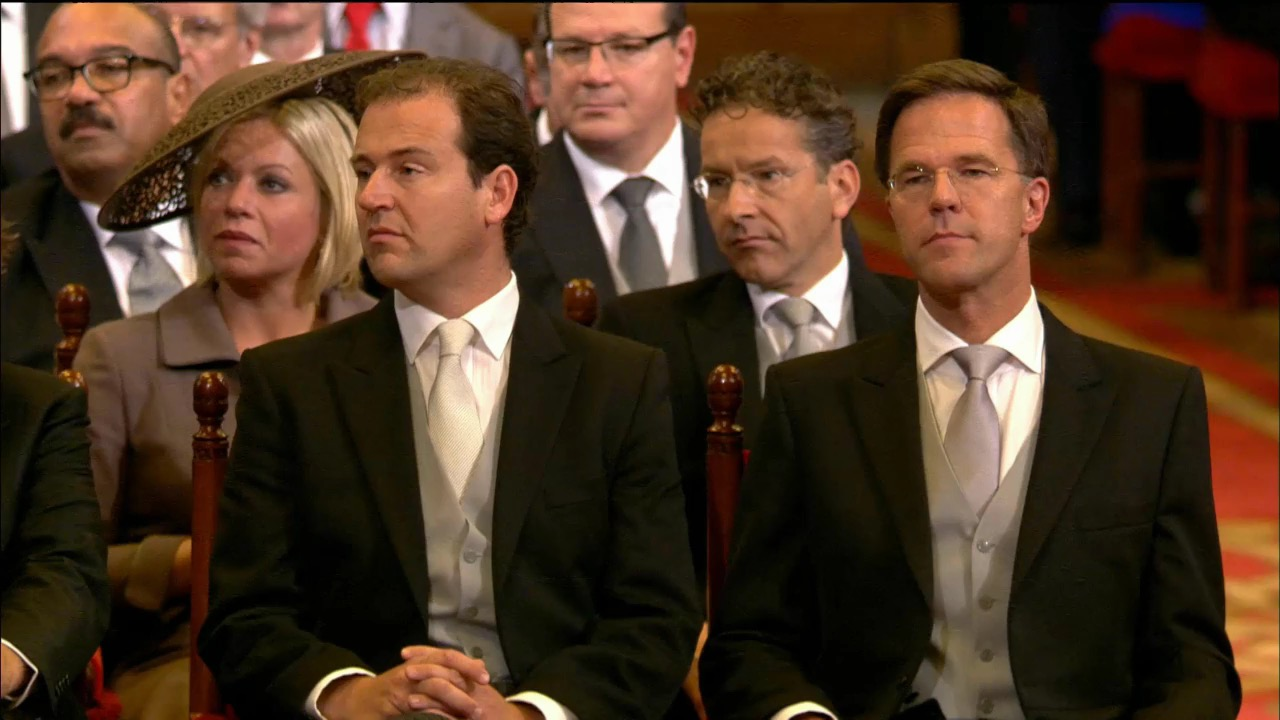
Troonrede in 2015 met mannelijke ministers Rutte, Dijsselbloem en Asscher in jacquet zonder steek en vrouwelijke minister Jeanine Hennis-Plasschaert met hoed

Het kledingvoorschrift voor kamerleden en ministers op Prinsjesdag was het door Koninklijk Besluit vastgestelde ambtskostuum, voor het laatst geactualiseerd voor ambassadeurs in 1948. Kamerleden droegen het groot kostuum, dat door de jaspanden wel wat lijkt op de jas van een rokkostuum,  met verplicht een steek als hoofddeksel en een degen als ceremonieel wapen. De steek was voorzien van zwarte veren, een gouden lis van zes trenzen met knoop en een oranje kokarde.
Na de oorlog versoberde koningin Wilhelmina het uiterlijk vertoon en werd het ambtskostuum, hoewel niet officieel afgeschaft, steeds minder gedragen. Het kabinet draagt sindsdien een jacquet. Na de oorlog traden ook steeds meer vrouwen in functie, maar voor hen was er echter geen ambtskostuum. Ook was het dragen van hoeden door mannen en vrouwen in de hele samenleving, ook bij officiële gebeurtenissen, na de jaren vijftig in onbruik geraakt.
De eerste genodigde politicus die weer een hoed droeg tijdens Prinsjesdag was het net toegetreden toenmalige lid van de Tweede Kamer, de latere staatssecretaris Erica Terpstra in 1977. Naast Terpstra droeg dat jaar alleen de Koningin en een vrouw van het corps diplomatique een hoed. De reden om een hoed te dragen was uit eerbetoon aan koningin Juliana en tegen de grijze massa. Terpstra: "Als je in Den Haag op Prinsjesdag geen hoed draagt, wanneer dan wél?". Het kreeg sindsdien navolging. In de begintijd was het ongepast een hoed te dragen die groter is dan de hoed van de Koningin. Deze regel is inmiddels losgelaten.
De hoeden worden niet zelden voor de gelegenheid ontworpen. Zo ontwierp hoedenontwerpster Herma de Jong in 2014 voor zeven vrouwen de hoeden.

## Politieke boodschap
Soms wordt de kleur van de hoed afgestemd op de kleur van de politieke partij, bijvoorbeeld rood voor de PvdA en blauw voor de VVD. Enkele Kamerleden vragen met hun kleding en hoofddeksel aandacht voor de eigen politieke agenda. Zo had in 2005 Krista van Velzen van de SP een hoed gemaakt van autobanden, om zo aandacht te vragen voor haar anti-asfaltbeleid.
In 2017 had Marianne Thieme van de Partij voor de Dieren een hoed op, maar vooral opvallend was haar sjerp, die een herinnering was aan de invoering van het vrouwenkiesrecht honderd jaar eerder, in 1917. Zij had ook een afbeelding van Emmeline Pankhurst op haar japon; een foto gemaakt bij haar arrestatie tijdens een demonstratie tegen onderdrukking van vrouwen in de politiek. Ook in 2016 maakte Thieme al een statement tegen genderongelijkheid in de Nederlandse politiek, door een hoge hoed te dragen met de tekst Man..Man..Man erop.
Carla Dik-Faber van de ChristenUnie maakte in 2017 via haar kleding een statement voor een Nederlandse traditie, door een jasje te dragen van oude klederdrachtstoffen uit Staphorst. Het jaar ervoor droeg zij een jurk gemaakt van opgevist plastic, met accenten van visleer. Haar hoed was gemaakt van vissenhuiden die worden weggegooid bij restaurants.

## Wetenswaardigheden
Op de Engelse paardenraces, met name Royal Ascot, worden traditioneel ook extravagante hoeden gedragen. In 2016 werd door het gemeentemuseum Den Haag een expositie gehouden Zoveel hoeden, zoveel zinnen waarin verschillende hoeden werden getoond. In 2017 organiseerde Paleis het Loo de tentoonstelling Chapeaux! de hoeden van Koningin Beatrix met daarin een overzicht van de hoeden gedragen door koningin Beatrix.

## Foto's

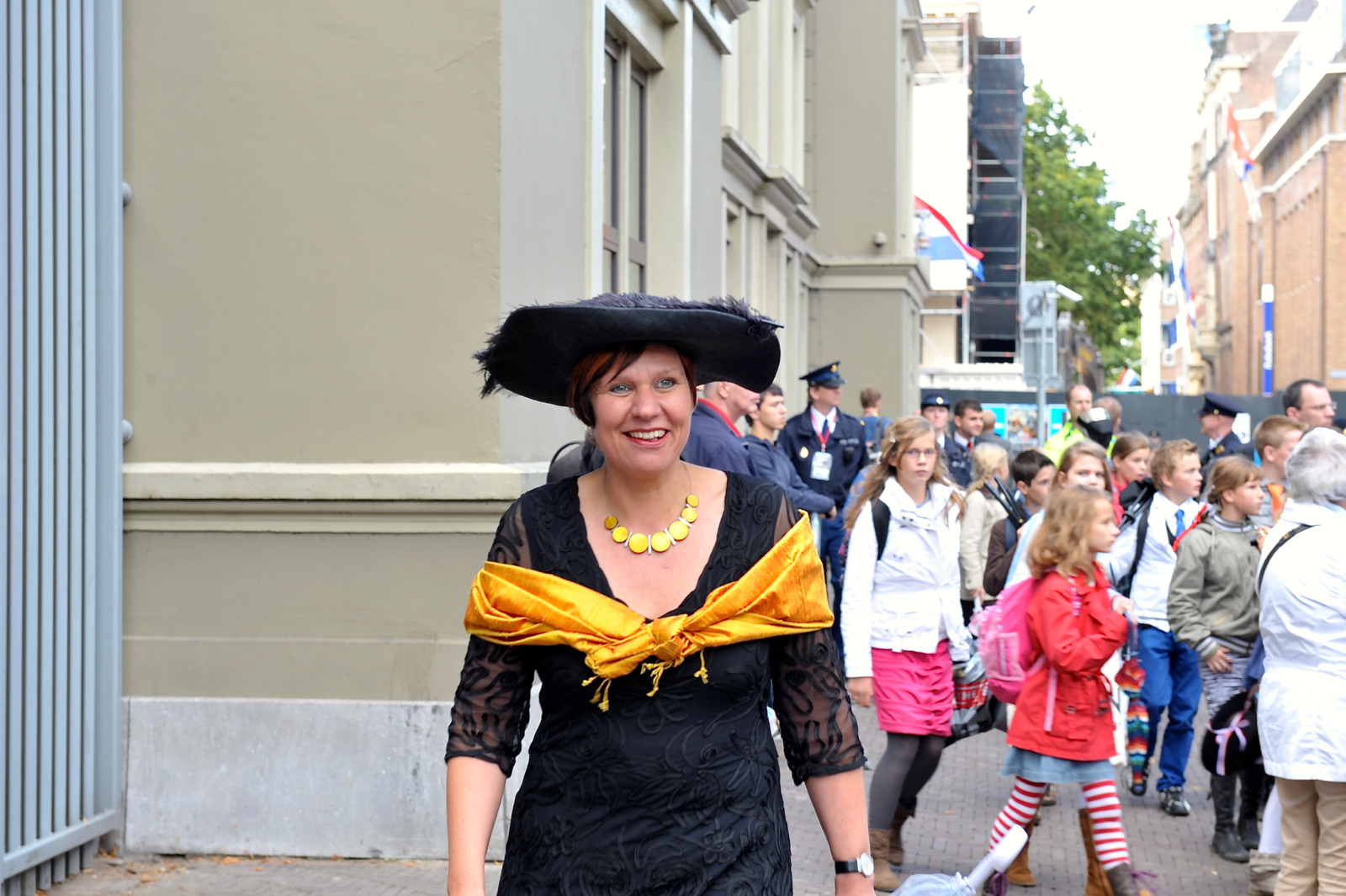
Ruth Peetoom in 2012
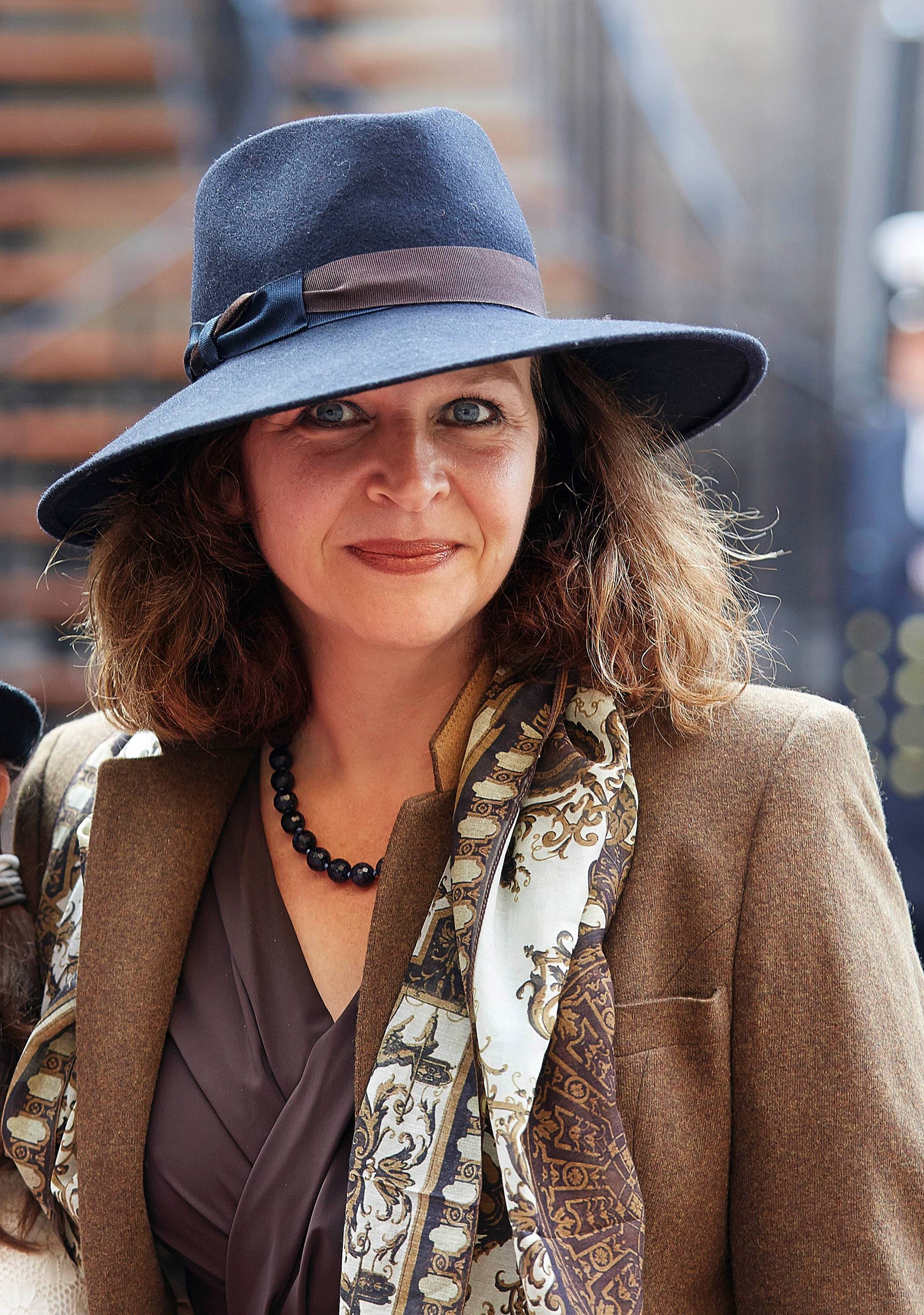
Edith Schippers in 2014
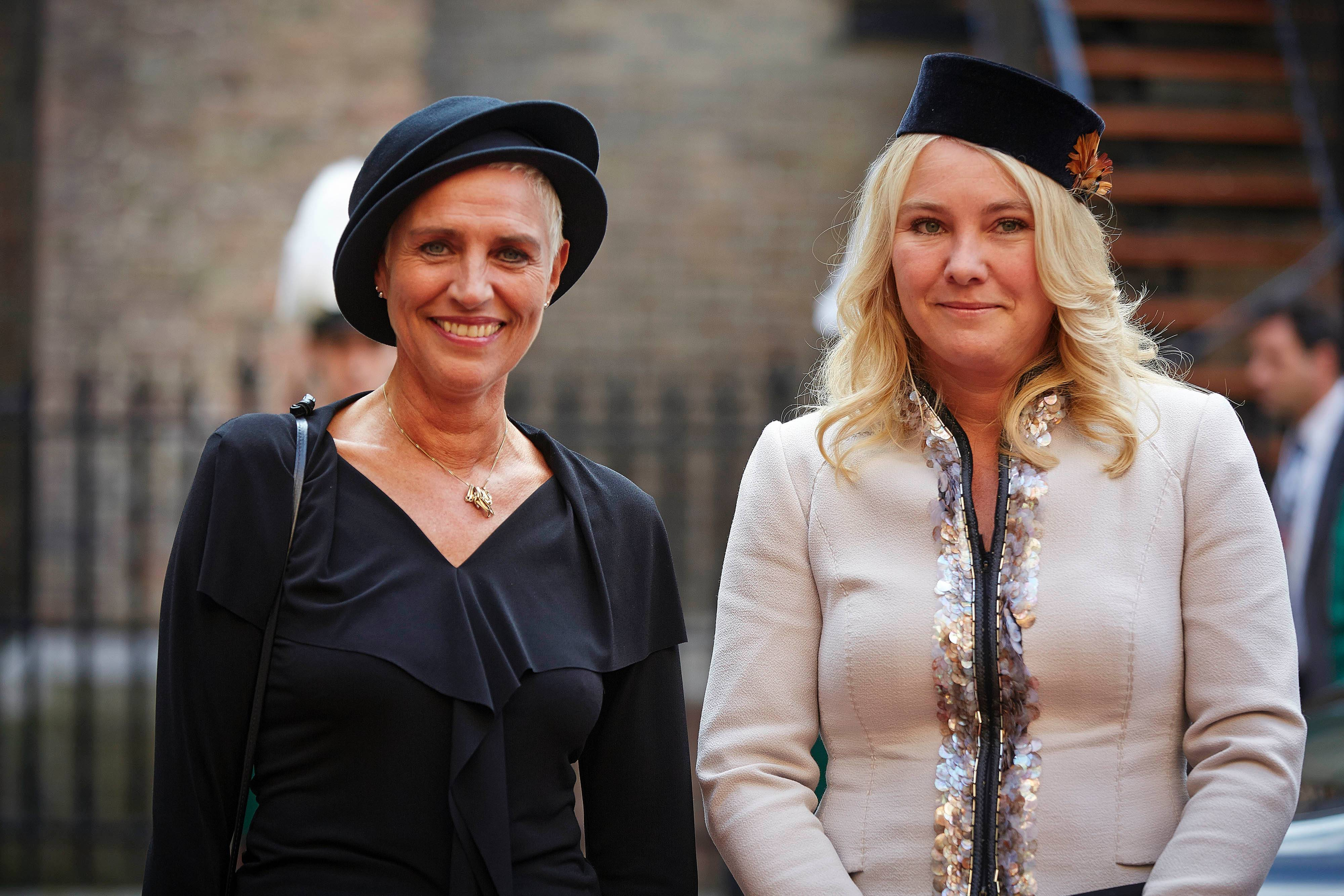
Wilma Mansveld en Melanie Schultz van Haegen in 2014
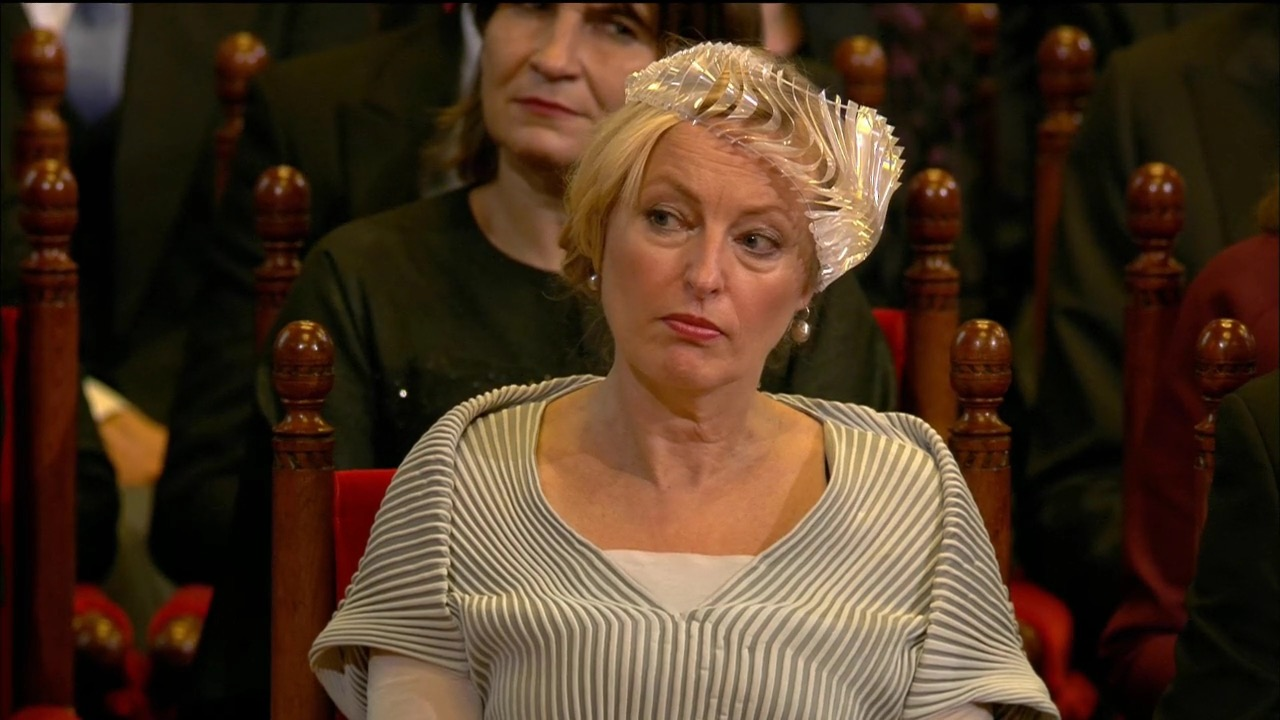
Jet Bussemaker in 2015
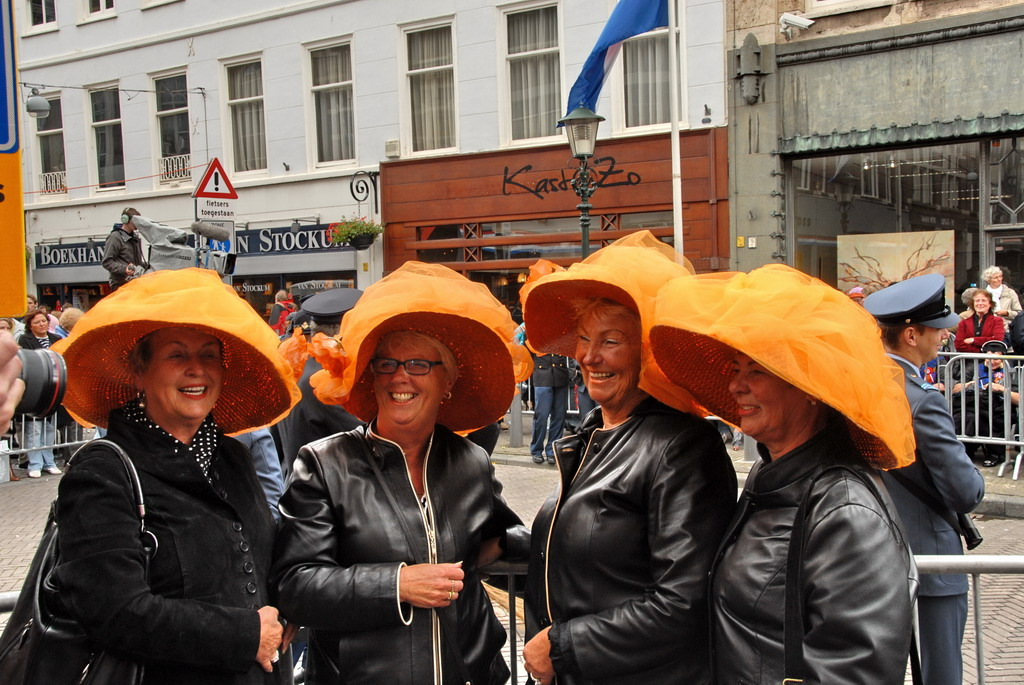
Ook diverse toeschouwers kleden zich aan met hoeden